# Pałac w Udaninie
Pałac w Udaninie – pałac we wsi Udanin w Polsce, w województwie dolnośląskim, w powiecie średzkim, w gminie Udanin.

## Historia
W 1845 majątek zakupił Georg Gottlob Kramsta (1782-1850). W 1850 spadek odziedziczył jego syn por. Emil Kramsta.
Obiekt murowany, wbudowany w latach 1823-1824 w stylu klasycystycznym na polecenie Juliusa von Richthofena, rozbudowany w latach 50. XIX w. o dwa niższe, parterowe skrzydła boczne przez Emila Martina von Kramsta; przebudowany w latach 70. XX w. jest częścią zespołu pałacowo-parkowego z folwarkiem, w skład którego wchodzą jeszcze:
- Oficyna mieszkalna nr 15, murowana z trzeciej ćwierci XIX w.
- Cielętnik, murowany z trzeciej ćwierci XIX w.
- Stajnia z wozownią, murowana z lat 60. XIX w.
- Obora z częścią mieszkalną, murowana z trzeciej ćwierci XIX w.
- Stodoła, murowana z trzeciej ćwierci XIX w. przebudowana po 1945 r.
- Park krajobrazowy, założony w  latach 1840-1860 wg projektu Edwarda Petzolda, przekształcony po 1887 r.[2][3]